# Tony Meola
Antonio Michael "Tony" Meola, född 21 februari 1969 i Belleville, New Jersey, är en amerikansk fotbollstränare och före detta spelare. Han gjorde 100 landskamper för USA:s landslag och deltog i VM 1990, VM 1994 samt VM 2002.

## Spelarkarriär

### Klubblag
Tony Meola skrev på ett kontrakt med United States Soccer Federation (USSF) efter att ha spelat collagefotboll med Virginia Cavaliers. Efter VM 1990 blev han utlånad till Brighton & Hove Albion och senare även till Watford. Han återvände till USA 1991 för spel i Fort Lauderdale Strikers.
När Major League Soccer bildades så blev Meola tilldelad MetroStars, där han under säsongen 1996 höll nollan i nio matcher. 1999 blev Meola tradad tillsammans med lagkamraten Alexi Lalas till Kansas City Wizards mot Mark Chung och Mike Ammann. Efter att ha fått första året förstörd av skador så blev han utsedd till MLS mest värdefulla spelare och årets målvakt, när han ledde Kansas till seger i MLS Cup. Efter att ha åkt på ytterligare en skada så ansågs Meola överflödig i Kansas och han flyttade tillbaka till MetroStars. Efter säsongen 2005 blev han uttagen i tidernas bästa MLS-lag.
Tony Meola avslutade karriären 2008 efter att ha spelat två säsonger inomhusfotboll för New Jersey Ironmen.

### Landslag
Meola gjorde debut för USA:s landslag 10 juni 1988 mot Ecuador. Han blev förstamålvakt lagom till VM 1990, en position som han även hade under VM 1994. Under VM 2002 så agerade Meola tredjemålvakt bakom Brad Friedel och Kasey Keller. Tony Meola gjorde sin 100:e och sista landskamp 11 april 2006 mot Jamaica.

## Meriter
Kansas City Wizards
- MLS Cup: 2000
- Lamar Hunt US Open Cup: 2004

USA
- CONCACAF Gold Cup
  - Guld: 1991, 2002
  - Silver: 1993